# Selenops lindborgi
Selenops lindborgi är en spindelart som beskrevs av Alexander Petrunkevitch 1926. Selenops lindborgi ingår i släktet Selenops och familjen Selenopidae. Inga underarter finns listade i Catalogue of Life.